# Eriosema riedelii
Eriosema riedelii är en ärtväxtart som beskrevs av George Bentham. Eriosema riedelii ingår i släktet Eriosema och familjen ärtväxter. Inga underarter finns listade i Catalogue of Life.